# اتابک کتی
اتابک کتی، روستایی از توابع بخش مرکزی شهرستان دماوند در استان تهران ایران است.

## جمعیت
این روستا در دهستان جمع‌آبرود قرار دارد و براساس سرشماری مرکز آمار ایران در سال ۱۳۸۵، جمعیت آن ۱۴۶ نفر (۴۵خانوار) بوده‌است.